# Правни систем у Републици Србији
Правни систем у Републици Србији представља систем кодификованих, одн. писаних норми које уређују сферу јавног и приватног живота у Републици Србији. Њега чине Устав Републике Србије донет 2006. године, као највиши и најважнији правни акт, као и читав систем закона који регулишу све области друштвеног живота у Републици Србији.

## Историја Правног система
Правни систем у Републици Србији припада тзв. континентално-европском правном систему који порекло вуче још из римског права. Овом приликом не треба заборавити Душанов законик који представља први писани правни акт у историји српског народа и овог дела Европског континтинента. Сам Законик је настао као специфична мешавина дотадашњег српског обичајног права и норми римског права које су живеле кроз Византију и састоји се од два основна дела, прави је донет 1349. године на државном сабору у Скопљу, а други, у форми измена и допуна 1354. године на државном сабору у граду Серу . Сам Законик чине четири основне целине : 1) Права и обавезе цркве; 2)Права и обавезе зависног становништва и властеле; 3) Судски поступак и кривично право и 4) Права и обавезе грађана (градског сталежа), Након пада Византије, како у западној Европи, тако и на простору Балкана долази до застоја у развоју правног поретка, може се рећи чак и назадовања јер писане норме замењује обичајно, односно неписано право које се разликовало чак од регије до регије унутар једне државе, а још и више у појединим деловима Европе. Почетком средњег века српска држава бива окупирана од стране Османлијског царства што проузрокује улазак у сферу утицаја шеријатског права чије су карактеристике биле драстично другачије од правног поретка који је до тада постојао. Почетком 19. века са слабљењем Османлијског царства и све широм аутономијом Србије појавила се потреба за правним регулисањем нове ситуације. Свакако најзначајнини правни акт у том периоду био је Српски грађански законик донет 1844. године, настао под утицајем све приснијих односа Србије, Француске, Немачке и Аустро-угарске монархије. По својим нормама и садржини тај акт био је један од најнапреднијих законика тог типа у том периоду у Европи. Да је тако говори чињеница да су његове одредбе дуго времена биле на снази, а неке чак и данас, конкретно у делу који се односи на поклон као облик располагања имовином .

### Период од стицања независности 1878. године до почетка Другог светског рата
Са стицањем независности од Турске Берлинским конгресом 1878. године појавила се потреба да се са правне стране уреди живот, права и обавезе новонастале државе и њених грађана. Обзиром на везе са Немачком, Француском и Аустро-угарском у то време, правни поредак је силом прилика представљао мешавину норми и решења садржаних у правним системима ових држава. Имајући у виду да је у периоду до Првог светског рата краљевина Србија била махом апсолутистичка држава правни систем је одликовала велика нестабилност и умногоме је зависио од воље владара. Након голготе Првог светског рата и настанка Нове државе Краљевине Срба, Хрвата и Словенаца дошло је до усвајања тзв. Видовданског устава 28.06.1921. године Ustav Kraljevine Srba, Hrvata i Slovenaca, 28. jun 1921 (Vidovdanski ustav), који је требало да омогући напредак и развој државе. Међутим, антагонизми који су карактерисали државу довели су до убиства посланика Хрватске сељачке странке у скупштини заједничке државе узроковали су да краљ Александар I Карађорђевић 6. јануара 1929. године суспендује овај Устав што је догађај који је у историји познат као "Шестојануарска диктатура". Тада је и дошло да промене назива државе из Краљевине СХС у Краљевина Југославија са циљем стварања свести о новом народу, али такав наметнут потез никада није донео жељене резултате већ је постојећу кризу само додатно продубио. Суспензија Устава од стране монарха је државу довела на ивицу распада, па је ради умирења јавности Александар I Карађорђевић 6. септембра 1931. године донео такозвани "Октроисани" или "Септембарски устав" који је требало да створи привид како је Краљевина Југославија уставна, парламентарна монархија , иако је у суштини сва власт и даље остала у рукама краља. Тешке муке државе од које се пуно очекивало, а јако мало добило прекратила је нацистичка окупација 6. априла 1941. године.

### Период од краја Другог светског рата до данас
Ослобођењем од немачке окупације и формирањем Федеративне Народне Републике Југославије и доношењем првог Устава те државе 31. јануара 1946. године формалноправно је формирана нова држава, по свом политичком уређењу република, чиме је период монархија на овом просторима дефинитивно завршен. Овај Устав је свој узор имао у Уставу СССР-а из 1936. године и дефинисао је ФНРЈ као чврсту федерацију. Да би се избегао правни вакуум до потпуног формирања правног поретка нове државе дошло је до преузимања норми и закона из предратног периода који нису били у супротности са уређењем и политичким карактером новонастале државе. Нова етапа у правном уређењу Југославије наступила је доношењем Устава од 7. априла 1963. године познатог још и као "Повеља самоуправљања" који је донет из уверења да су се нови односи, као и сама држава формирана после Другог светског рата, довољно учврстили како би се ти односи применили у свим сферама друштвених односа. Са уставно-правног становишта најважнија новина била је формирање Уставног суда, као највише судске инстанце која је имала задатак да чува и штити уставни поредак Социјалистичке Федеративне Републике Југославије. Суштинске промене у структури федерације уведене су Уставним амандманима из 1967 и 1968. године, а свој коначан облик су попримиле 1971. године и оне су представљале спровођење у пракси закључака који су донети на Осмом конгресу Савеза комуниста Југославије одржаном у Београду који је практично означио почетак трансформације Југославије од чврсте федерације ка све лабавијој Конфедерацији. Практични довршетак тог процеса је проглашење Устава СФРЈ од 21. фебруара 1974. године. Његове најбитиније одредбе су увођење консензуса република и покрајина приликом гласања, као и легализовање права на самоопредељење и отцепљење али без прецизирања ко су носиоци тог права, републике или народи, што ће касније бити један од најбитнијих узрока крвавог распада заједничке државе.
Као и Краљевину, тако је и државе које су постојале после Другог светског рата, карактерисала је несталност и велика променљивост правних аката, посебно закона који је требало да регулишу поједине области из живота. Једини изузетак од тог неписаног правила било је доношење Закона о облигационим односима 1978. године који је у скоро непромењеном облику и данас на снази. Средином 60-их година 20 века у стручној јавности је сазрела свест о потреби доношења једног закона који ће на целовит и јединствен начин регулисати област облигационог права. Одговоран посао израде једног оваквог закона поверен је Михаилу Константиновићу и он је у Београду 1969. године објавио књигу "Облигације и уговори, скица за законик о облигацијама и уговорима" која је била својеврстан нацрт закона. Но, у светлу уставних промена које су се догађале у СФРЈ и којима је дошло до прерасподеле надлежности између федерације и република у корист ових других и овај нацрт је морао претрпети битне промене које су резултовале тиме да је само општи део облигационог права остао у надлежности федерације, док је посебни део "спуштен" на ниво република. Осим овог, професор Константиновић је израдио и нацрте великог броја других значајних законских аката, попут, Основног закона о браку (1946), Закона о застарелости потраживања (1953), Закона о наслеђивању (1953) и других.
Смрт Јосипа Броза Тита, као и промене на светској политичкој сцени, прерасподела моћи између великих сила, као и распад СССР-а су околности које су довеле и до краја СФРЈ, кроз крвави грађански рат који је формално окончан потписивањем Дејтонског мировног споразума 21. новембра 1995. године којим је завршен рат у Босни и Херцеговини.
Жеља за наставком заједничког живота била је пресудна за одлуку Србије и Црне Горе да формирају Савезну Републику Југославију или такозвану "Трећу Југославију" доношењем Устава од 27. априла 1992. године која је дефинисана као заједница две равноправне републике и два равноправна народа. СРЈ је имала председника, савезну скупштину и владу. Разлике које су се почеле рађати између политичких елита две републике у гледању на бројна питања од значаја за функционисање државе довеле су до тога да СРЈ практично престане да постоји иако је формално она и даље била јединствен субјект међународног права. Најбољи пример тог апсурда је и ситуација где су у једном тренутку на територији СРЈ постојале две валуте, динар у Србији и евро у Црној Гори. Неодрживост такве ситуације, али и немогућност да се без већих штетних последица спроведе у стварном животу раздвајање две републике између којих су постојале бројне везе условила је формирање Државне заједнице Србија и Црне Гора која је и званично проглашена 4. фебруара 2003. године доношењем Уставне повеље Државне заједнице Србије и Црне Горе. Колико је у правном смислу ова творевина била накарадна најбоље говори пример да она није имала главни град, већ само административни центар. Државна заједница је само био покушај мирне транцизије ка формалном и званичном раздвајању две републике који се и десио после 88 година заједничког живота проглашењем независности републике Црне Горе 3. јуна 2006. године. Том одлуком црногорског парламента завршена је историја постојања разних држава под именом Југославија на овом простору.
На седници Народне скупштина Републике Србије која је одржана 30. септембра 2006. године донета је одлука о проглашењу Устава Републике Србије који је изгласан на референдуму. Тим Уставом Србија је обновила и заокружила своју државност после скоро девет деценија и уласка у заједницу са другим словенским народима 1918. године.

## Референца
1. ↑  Устав Републичке Србије, 2006
2. ↑  правни систем
3. ↑  Постанак и значај Душанова законика, Aleksandar Solovjev, ISBN : 8681563637, Душанов законик
4. ↑  istorijska biblioteka
5. ↑  Грађански законик Краљевине Србије
6. 1 2  Закон о неважности правних прописа донетих пре 6.априла 1941. године и за време непријатељске окупације[мртва веза]
7. ↑  Берлински конгрес, прва „балканизација“ 20. јул 2013. Петар Искендеров, Радио „Глас Русије“
8. ↑  „Видовдански устав”. Архивирано из оригинала 3. 4. 2019. г. Приступљено 29. 9. 2013.
9. ↑  Архив Југославије
10. ↑  „Октроисани устав”. Архивирано из оригинала 12. 3. 2014. г. Приступљено 6. 10. 2013.
11. ↑  „Устав ФНРЈ”. Архивирано из оригинала 10. 6. 2013. г. Приступљено 6. 10. 2013.
12. ↑  „Устав СФРЈ 1963.”. Архивирано из оригинала 29. 1. 2015. г. Приступљено 6. 10. 2013.
13. ↑  „Амандмани на Устав из 1963.”. Архивирано из оригинала 16. 6. 2013. г. Приступљено 6. 10. 2013.
14. ↑  „Устав СФРЈ из 1974.”. Архивирано из оригинала 13. 2. 2021. г. Приступљено 6. 10. 2013.
15. ↑  Михаило Константиновић
16. ↑  „Устав СРЈ 1992.”. Архивирано из оригинала 1. 1. 2013. г. Приступљено 6. 10. 2013.
17. ↑  „Уставна повеља ДЗСЦГ 2003.”. Архивирано из оригинала 15. 6. 2013. г. Приступљено 6. 10. 2013.
18. ↑  „Конститутивни акти Југославије”. Архивирано из оригинала 6. 11. 2013. г. Приступљено 6. 10. 2013.